# Cầu Lê Văn Sỹ

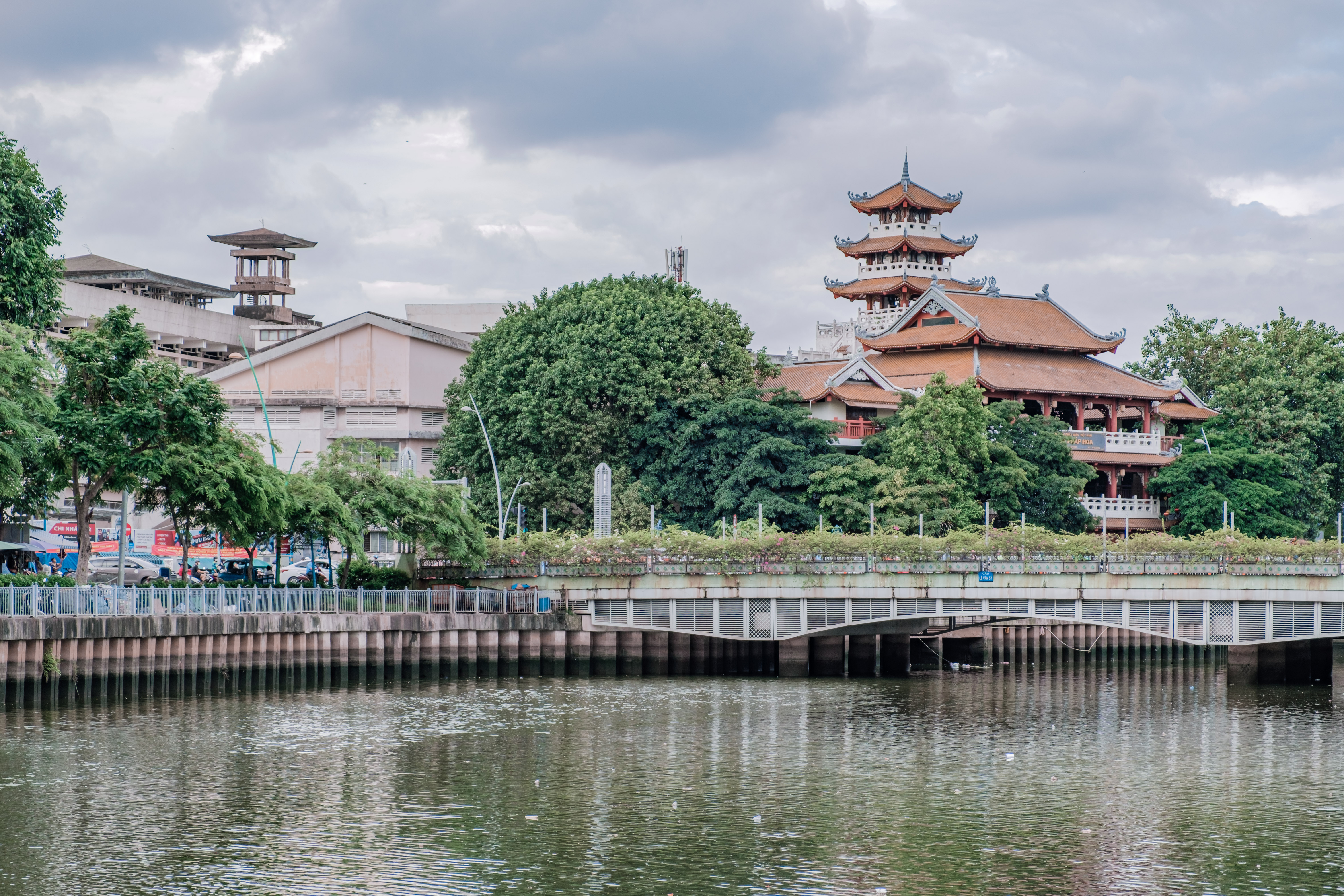
Cầu Lê Văn Sỹ và chùa Pháp Hoa vào tháng 7 năm 2022

Cầu Lê Văn Sỹ là cây cầu bắc qua kênh Nhiêu Lộc – Thị Nghè, nối đường Trần Quốc Thảo và đường Lê Văn Sỹ thuộc Quận 3, Thành phố Hồ Chí Minh.

## Lịch sử
Cầu này được chính quyền Pháp cho xây dựng vào khoảng năm 1940, khi đó thuộc dự án xây dựng đường Eyriaud des Vergnes nối dài. Thời Việt Nam Cộng hòa, đường Eyriaud des Vergnes được đổi tên thành đường Trương Minh Giảng (riêng đoạn thuộc địa phận tỉnh Gia Định được đặt là Trương Minh Ký), nên cầu cũng được đặt là cầu Trương Minh Giảng. Năm 1975, chính quyền Cộng hòa miền Nam Việt Nam nhập đường Trương Minh Giảng và đường Trương Minh Ký thành đường Nguyễn Văn Trỗi, cầu cũng được đổi tên thành cầu Nguyễn Văn Trỗi. Năm 1985, Ủy ban nhân dân Thành phố Hồ Chí Minh lại tách đường Nguyễn Văn Trỗi thành hai đường, đoạn từ kênh Nhiêu Lộc – Thị Nghè đến nút giao thông Lăng Cha Cả tên là Lê Văn Sỹ, đoạn còn lại về hướng trung tâm thành phố đổi thành Trần Quốc Thảo. Từ đó, cầu mang tên là cầu Lê Văn Sỹ cho đến nay.
Tháng 11 năm 2013, cầu được tháo dỡ để xây mới, công trình hoàn thành và thông xe trở lại vào ngày 30 tháng 4 năm 2014. Cầu Lê Văn Sỹ sau khi xây dựng lại dài 60 m, rộng gần 19 m.